# Hermann von Mumm
Hermann von Mumm (fl. XX secolo) è stato un bobbista tedesco.

## Biografia
Viene ricordato come vincitore di una medaglia d'argento nella sua disciplina, ottenuta ai campionati mondiali del 1934 (edizione tenutasi a Engelberg, Svizzera) insieme al connazionale Fritz Schwarz
Nell'edizione l'oro e il bronzo andarono alle nazionali rumene.